# Kelsey Mitchell
Kelsey Mitchell (Brandon, 26 november 1993) is een Canadees baanwielrenster gespecialiseerd in de sprintonderdelen.

## Carrière
In 2019 won Mitchell de sprint tijdens de Pan-Amerikaanse Spelen in Lima, datzelfde jaar won ze de sprint en samen met Lauriane Genest de teamsprint op de Pan-Amerikaanse kampioenschappen baanwielrennen. Tijdens de Olympische Spelen in Tokio in augustus 2021 won ze goud op het onderdeel sprint namens Canada in het Velodroom van Izu door in de finale de Oekraïense Olena Starikova te verslaan. Op de Gemenebestspelen van een jaar later won ze driemaal zilver en eenmaal brons.

## Belangrijkste Resultaten
| Jaar  | CK                                                | P-AK                                        | WK                                                  | Overig                                                          |
| Elite | Elite                                             | Elite                                       | Elite                                               | Elite                                                           |
| ----- | ------------------------------------------------- | ------------------------------------------- | --------------------------------------------------- | --------------------------------------------------------------- |
| 2018  | sprint · keirin · 500m tijdrit                    |                                             |                                                     |                                                                 |
| 2019  | sprint · 500m tijdrit · teamsprint · keirin       | teamsprint · sprint · keirin                |                                                     | Pan-Amerikaanse Spelen: · sprint · teamsprint · 5e keirin       |
| 2020  |                                                   |                                             | 4e sprint 5e teamsprint 16e keirin                  | WB Milton: teamsprint                                           |
| 2021  |                                                   |                                             | sprint · 5e keirin · 8e teamsprint                  | Olympische Spelen: · sprint · 5e keirin                         |
| 2022  | 500m tijdrit · keirin · sprint · 8e achtervolging | keirin · sprint · teamsprint · 500m tijdrit | 7e 500m tijdrit 8e teamsprint 11e keirin 13e sprint | Gemenebestspelen: · 500m tijdrit · sprint · teamsprint · keirin |
| 2023  | 500m tijdrit · sprint                             |                                             | 8e teamsprint 9e keirin 11e sprint                  |                                                                 |
| 2024  |                                                   | teamsprint · sprint · keirin                |                                                     | Olympische Spelen: 8e teamsprint 8e sprint 16e keirin           |

1988: Erika Salumäe ·
1992: Erika Salumäe ·
1996: Félicia Ballanger ·
2000: Félicia Ballanger ·
2004: Lori-Ann Muenzer ·
2008: Victoria Pendleton · 
2012: Anna Meares · 
2016: Kristina Vogel · 
2020: Kelsey Mitchell · 
2024: Ellesse Andrews